# 歌唱喷泉 (布拉格)

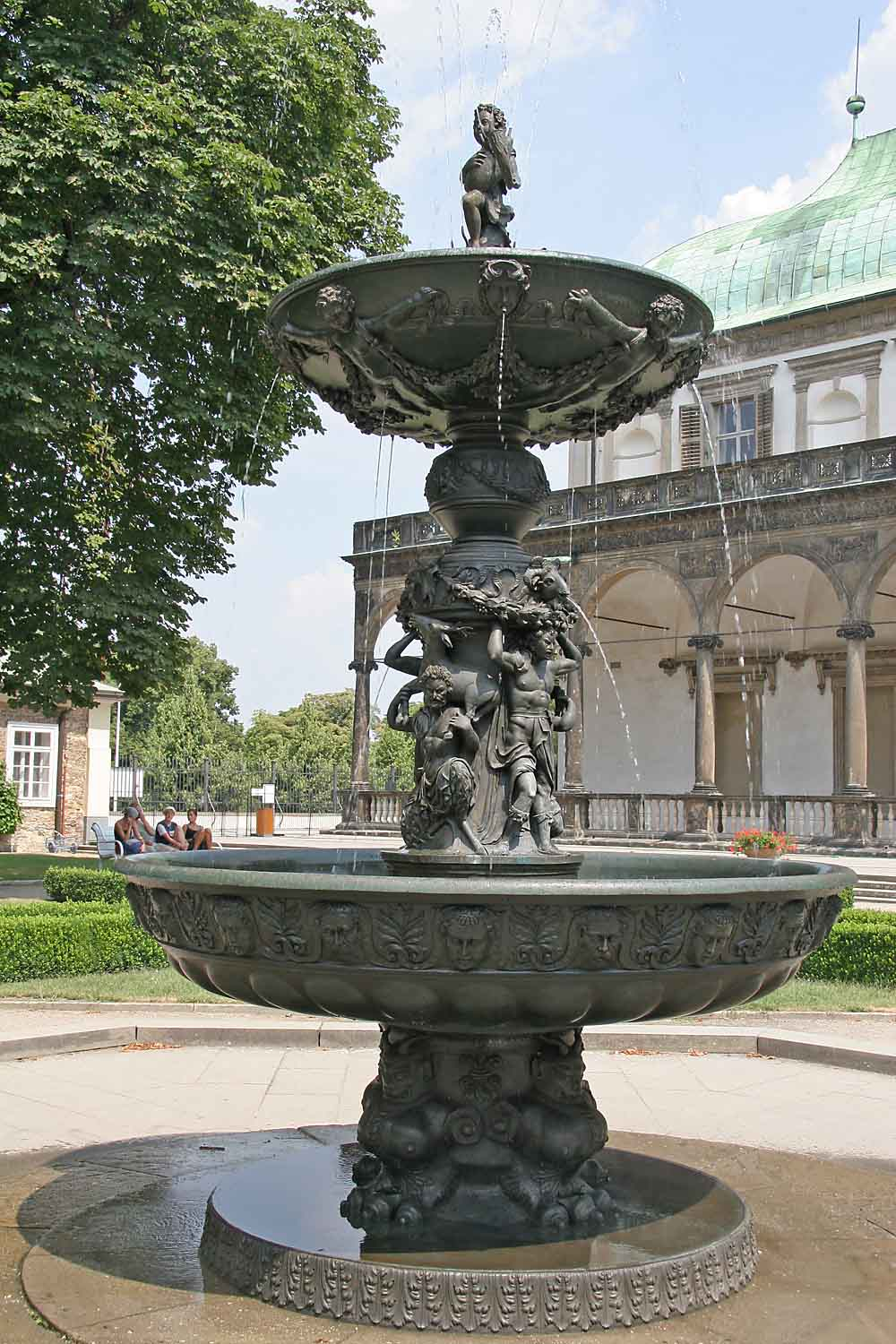
歌唱喷泉

歌唱喷泉（Zpívající fontána）位于布拉格城堡的皇家花园（Královská zahrada），安妮女王夏宫前方。 
1562年，皇帝斐迪南一世下令修此喷泉。设计者是意大利雕塑家和画家Francesco Terzo。模具制造和铸造由布拉格铁匠Jaros领导。由于资金和材料缺乏，工期延长，到1564年斐迪南去世时尚未完成。
这是一个文艺复兴喷泉，重量5121公斤。材料为软黄铜，包括94%的铜和6%的锡。所谓的唱歌是水在铜盘跌落发出的声音。